# کاخ فاوریت
کاخ فاوُریت (به آلمانی: Schloss Favorite) عمارتی است در ایالت بادن-وورتمبرگ با معماری باروک و نئوکلاسیسیسم. کاخ فاوُریت در
شمال کاخ لودویگزبورگ واقع شده‌است.